# Compañía de dulces Charms
The Charms Candy Company fue una empresa de dulces fundada en 1912 y vendida a Tootsie Roll Industries en 1988. Era conocido por sus dulces, incluidos Blow Pops y Charms.

## Historia
Walter W. Reid Jr. fundó la Charms Candy Company en 1912. La empresa se llamó originalmente Tropical Charms, una referencia a los caramelos duros de forma cuadrada envueltos individualmente, que fueron uno de los primeros de su tipo en estar envueltos individualmente en celofán. Tropical Charms se fundó en Bloomfield, Nueva Jersey. El nombre de la empresa finalmente se acortó a Charms.
Durante la Segunda Guerra Mundial, el Ejército de los Estados Unidos comenzó a incluir caramelos Charms en las raciones de combate como una forma de energía complementaria. Los caramelos Charms seguirían estando incluidos en las MRE hasta 2007. Con el paso de los años, los dulces comenzaron a asociarse con la mala suerte; en 2007, el Departamento de Defensa de los EE. UU. los eliminó de todas las MRE debido a las asociaciones negativas que muchos miembros del servicio tenían con ellos. 
Después de la guerra, Walter Reid III, hijo del fundador, tomó el control de la empresa. La empresa estaba dirigida por Reid III, Ross B. Cameron Sr. (yerno de Walter W. Reid Jr.) y sus dos hijos, Ross B. Cameron Jr. y Reid B. Cameron.
La Charms Candy Company trasladó su planta de fabricación de Bloomfield, Nueva Jersey, a Freehold, Nueva Jersey, en 1973.  La empresa finalmente compró y construyó una planta de fabricación en Covington, Tennessee.
En 1988, la Charms Candy Company fue vendida a Tootsie Roll Industries. Con la incorporación de Blow Pops a su línea de productos, que incluía Tootsie Pops, Tootsie Roll Company se convirtió en el mayor fabricante de piruletas del mundo.

## Productos
Charms desarrolló una amplia variedad de dulces.
Los Tropical Charms, posteriormente rebautizados como Charms, son caramelos cuadrados que vienen en sabores de cereza, uva, limón, lima, naranja y frambuesa.
Desde 1937 hasta la década de 1950, Charms produjo barras de chocolate rellenas de nueces llamadas "25 Carats" elaboradas con chocolate de primera calidad de The Hershey Company (en ese momento, Hershey tenía 3 grados de chocolate). La producción de chocolate se suspendió debido a los altos costos de producción y problemas internos.
En la década de 1960, además de fabricar otras paletas de caramelo navideñas, también produjeron Charms "Jellies" y Chuckles Gum Drops. Más tarde crearon un caramelo duro relleno de mantequilla de maní con forma de maní.El 28 de noviembre de 1966, Thomas T. Tidwell, fundador de Triple T. Co. Inc., presentó una patente para el “Método para hacer caramelos con chicle en su interior”.  Triple T comercializó inicialmente el producto como Triple Treat. En 1973, Triple Treat vendió la idea a Charms, donde pasó a llamarse Blow Pop. Los Blow Pops vienen en sabores de sandía, fresa, cereza, uva y manzana ácida (la manzana ácida se introdujo más tarde y inicialmente era redonda como una manzana). Blow Pops se convirtió en el producto más vendido de todos los tiempos de Charms Candy Company.
Además del Blow Pop, la empresa de dulces produjo Charms Squares, Sweet & Sour Pops, Sour Balls y muchos otros productos de dulces más pequeños.